# Hug (アイドルユニット)
hug （ハグ）は、Office Three Point所属の3人組女性ボーカルユニット。

## メンバー
- 愛川瑞姫　（あいかわ みずき、1991年8月5日 - 、千葉県出身） ニックネーム:みーちゃん
- 佐藤花　（さとう はな、 1994年10月19日  - 、東京都出身）　ニックネーム：花ちゃん・はなな
- 小町彩夏　（こまち あやか、1989年11月2日 - 、東京都出身）　ニックネーム：こまっちゃん

## 略歴
- 2009年7月6日、大塚DEEPAにてデビューライブ
- 2009年8月12日、結成わずか一カ月で表参道FABにて初のワンマンライブ開催
- 2009年9月19日、上野BRASH、表参道FABにて3曲目となる新曲「Message」披露
- 2009年9月28日、「虹色5つ星」でインディーズCDデビュー
- 2009年10月19日、佐藤花の誕生日に上野BRASHにて2ndワンマンライブ開催。それと同時に新曲「hug」披露
- 2010年1月7日、池袋RUIDO K3にて5曲目となる新曲「markink the step」披露
- 2010年4月27日、上野BRASHのライブで新メンバー増員の為3人としてのラストライブとなった。
- 2010年7月30日、石丸ソフト館にて5月に卒業を表明していた小町彩夏が卒業。新メンバー3人がお披露目。

今後は18歳以上をAチーム、17歳以下をBチームとして活動再開の予定。

## ディスコグラフィ

### CD

#### シングル
インディーズ
1. 虹色5つ星（2009年9月28日、DIAS-007）
  - カップリング：Infinit rambling